# Vectius niger
Vectius niger är en spindelart som först beskrevs av Simon 1880.  Vectius niger ingår i släktet Vectius och familjen plattbuksspindlar. Inga underarter finns listade i Catalogue of Life.